# Yusuke Hayashi
Yusuke Hayashi (林 勇介 Hayashi Yusuke?), född 23 januari 1990 i Iwate prefektur, är en japansk fotbollsspelare.
Hayashi började sin karriär 2008 i Urawa Reds. 2011 flyttade han till Thespa Kusatsu. Efter Thespa Kusatsu spelade han för Grulla Morioka.